# Schweizerischer Zentralverein für das Blindenwesen
Der Schweizerische Zentralverein für das Blindenwesen (kurz SZBLIND) ist die Dachorganisation der Schweizer Blinden- und Taubblindenorganisationen. Neben der 1984 bezogenen Hauptstelle in der Schützengasse 4 in St. Gallen unterhält der Dachverband Standorte in Bern, Bellinzona, Lausanne, Lenzburg, Luzern und Zürich. Dem Verband gehören neben den assoziierten Mitgliedern über 65 ordentliche Mitgliedorganisationen für die Belange von blinden, sehbehinderten, taubblinden oder hörsehbehinderten Menschen an.
Der SZBLIND führt eine Fachbibliothek, forscht zu den Themen Blindheit, Taubblindheit, Seh- und Hörsehbehinderung, entwickelt und vertreibt blindentechnische und optische Hilfsmittel und berät und begleitet taubblinde und hörsehbehinderte Menschen. Daneben organisiert er Weiterbildungskurse für Fachpersonen, berät im Bereich Low Vision (Sehrestförderung) und informiert die Öffentlichkeit über Seh- und Hörbehinderungen und deren Folgen.
Seit 1940 ist der SZBLIND für den zweckbestimmten und wirtschaftlichen Einsatz von Spendengeldern mit dem ZEWO-Gütesiegel zertifiziert. 2022 hat er für sein Fort- und Weiterbildungsangebot das EduQua-Qualitätslabel des schweizerischen Zertifizierungsverfahrens für Weiterbildungsinstitutionen wieder erlangt.

## Geschichte
Auf Drängen des Ostschweizerischen Blindenfürsorgevereins (OBV) in St. Gallen und der Association pour le Bien des Aveugles (ABA) in Genf fand die Gründungsveranstaltung des SZBLIND als Dachorganisation für die Interessenvertretung von Sehbehindertenorganisationen, blinden und sehbehinderten Menschen, am 1. November 1903 im  Mädchenblindenheim an der Asylstrasse in Zürich statt. Erster Präsident wurde der Arzt Laurenz Paly, erster «Central-Sekretär» (Geschäftsführer) Victor Altherr, gleichzeitig erster Direktor des OBV. An der ersten Generalversammlung des SZBLIND in Lausanne am 30. September und 1. Oktober 1905 nahmen bereits 120 Personen teil. 1907 zog der SZBLIND von Trogen in die Räume des OBV in St. Gallen-Heiligkreuz.
Ab 1924 baute der Verband verstärkt die Taubblindenarbeit, -fürsorge und -beratung in der Schweiz aus und vermittelte Kenntnisse im Teppichweben, Korbflechten, dem Erlernen der Blindenschrift und des Lorm-Alphabetes.
1934 bezog der SZBLIND eigene Räume in der St. Leonhardstrasse in St. Gallen. Als erstes Zweigsekretariat des Verbandes eröffnete am 1. Mai 1941 in Lausanne das Office de langue française. Anlässlich des 50-jährigen Bestehens wurde 1953 im Industrie- und Gewerbemuseum (heute Textilmuseum St. Gallen) die Jubiläumsausstellung «Blinde sehen» gezeigt. Ab 1984 baute der Verband die Forschung im Bereich Low Vision aus, eröffnete Fachstellen für optische Hilfsmittel und bietet seit 1997 mit dem Schweizerischen Gehörlosenbund SGB-FSS eine spezialisierte Usher-Informationsstelle. 2001 wurde ein neues Kompetenzzentrum in Lausanne eröffnet, das Taubblinden- und Hilfsmittelberatung, Fort- und Weiterbildung, Übersetzungsdienst und Öffentlichkeitsarbeit anbietet, gefolgt vom Beratungs- und Begegnungszentrum in Lenzburg, in dem ab 2004 die Ressorts Taubblindenberatung, blindentechnische sowie optische Hilfsmittel angesiedelt sind.
Für die Open-Air-Fotoausstellung «La terre vue du ciel» von Yann Arthus-Bertrand 2004 in Genf organisierte der Verband den taktilen Teil der Ausstellung mit tastbaren Reliefs und Erläuterungen in Blindenschrift. 2010 veröffentlichte der Verband die Studie «Lebenslagen hörsehbehinderter und taubblinder Menschen in der Schweiz», die er mit finanzieller Unterstützung durch den Schweizerischen Nationalfonds an der Interkantonalen Hochschule für Heilpädagogik Zürich in Auftrag gab. Zum selben Thema erschien der Film «Deafblind Time – Wenn Sehen und Hören schwächer werden».
Seit 2011 werden die SZBLIND-Lehrgänge Low Vision, Orientierung und Mobilität sowie Lebenspraktische Fertigkeiten vom Bundesamt für Berufsbildung und Technologie als Höhere Fachprüfung anerkannt, verbunden mit Führen des Titels «Spezialistin / Spezialist für die Rehabilitation von sehbehinderten und blinden Menschen mit eidgenössischem Diplom».
2012 eröffnet der SZBLIND die erste Forschungsstelle im Sehbehindertenwesen. Damit will der SZBLIND die Forschung zu allen wichtigen Fragen der Sehbehinderung und Blindheit und den daraus resultierenden Folgen gezielter vorantreiben. Die Aufgabe der Forschungsstelle ist es, im Verbund mit den SZBLIND-Mitgliedorganisationen Wissenslücken aufzudecken, die bestehende Sekundärliteratur zu erschliessen, daraus Forschungsaufträge zu formulieren, diese an wissenschaftliche Institute zu vergeben und die laufende Orientierung und Kontrolle der Forschungsaufträge sicherzustellen.
2018 heisst das Staatssekretariat für Bildung, Forschung und Innovation (SBFI) die neue Prüfungsordnung für Rehabilitationsexpertin / Rehabilitationsexperte für sehbehinderte und blinde Menschen gut. Damit einher geht die neue Bezeichnung Rehabilitationsexpertin / Rehabilitationsexperte, die den vorherigen Begriff Spezialist ersetzt.
2019 veröffentlicht der SZBLIND die Studie Sehbehinderung, Blindheit und Hörsehbehinderung: Entwicklung in der Schweiz. Die vom SZBLIND neu veröffentlichten Zahlen zeigen, dass in der Schweiz 377'000 Menschen mit einer Sehbehinderung, Blindheit oder Hörsehbehinderung leben. Die Tendenz ist steigend, weil die Bevölkerung immer älter wird.